# Драгослав Ћетковић
Драгослав Ћетковић (Обилић, 31. децембар 1934) српски је професор, издавач и књижевник, директор издаваштва са два косовско-метохијска часописа. Добитник је већег броја признања за резултате у културном и књижевном стваралаштву.

## Биографија
Драгослав Ћетковић је рођен 31. децембра 1934. у Обилићу, на Косову и Метохији, пореклом је из Црне Горе. Осмогодишњу школу је завршио у Обилићу и Милошеву, гимназију у Косовској Митровици, а Филозофски факултет, Српски језик и књижевност, у Скопљу.
Радно ангажовање је започео у Огледној основној школи „Братство” у Обилићу 1961. године, а истовремено је предавао у Школском центру Комбината „Косово” у Обилићу. Од 1963. до 1975. године је у звању директора водио Дом културе и образовања Комбинат „Косово” Обилић. Вукову награду, коју је 1972. године првобитно добио Ћетковић, преусмерио је Дому културе. Најзаслужнији за добијање награде био је сам директор који је покренуо различите аматерске активности, од КУД-ова и позоришних друштава до песничког и књижевног стваралаштва, и од фудбалских и кошаркашких екипа до тениских и шаховских индивидуалаца, а упоредо са тим креирао и многобројне манифестације и такмичења унутар комбината и програмима учествовао на свим нивоима, од покрајинског до републичког и савезног такмичења, смотри и фестивала, освајајући бројне награде и признања. КУД „Аца Маровић” и фудбалски клуб „Рудар” су само неке од институција настале у оквиру Комбината.
Од 1976. до 1981. године је радио у Новинско-издавачком предузећу „Јединство” као директор издавачке делатности. „Јединство” је у том периоду била једна од ретких издавачких кућа која се на Косову и Метохији бавила објављивањем књижевних и научних дела српских стваралаца и имала годишњу продукцију од пет до десет наслова, а 1981. тај број достигао је близу педесет књига. У том периоду су у склопу издавачке куће излазила и два часописа „Стремљења” и „Обележја”. Године 1981. је отишао за Београд и радно ангажовање наставио у БИГЗ-у у звању директора Сектора књижарства, у коме је остао до 1987. године. Од 1987. године па до одласка у пензију 2003. радио је у савезним органима.
И као пензионер, од 2003. године, наставио је да се ангажује у издаваштву као одговорни уредник у Издавачкој кући „Обележја” (основана 1993), која је до данашњих дана објавила више стотина књига из свих области науке и књижевности. Поред књига, издавачке куће „Обележја” и „Обележја плус” су издавале и неколико медицинских часописа. У оквиру издавачке куће објављен је и Лексикон биографија „Срби на Косову и Метохији у 19. и 20. веку који су животом и радом значајно обележили време у коме су живели” на преко 1.100 страна и са преко 1.300 биографија, а који је 2018. године, када је лексикон изашао из штампе, на Сајму књига у Београду проглашен књигом године. Наставак овог дела, под називом „Срби на Косову и Метохији у 20. и 21. веку” представио је 2024. године у Коларчевој Задужбини са уредником Николом Радановићем.
Кроз све ове фазе радног ангажовања био је члан многобројних друштвенополитичких, спортских и хуманитарних организација, а као професор и културни радник члан многобројних редакција часописа и савета културно-уметничких установа у Србији и региону. Као редитељ, сценариста био је организатор и креатор многобројних манифестација, међу којима су најзначајније „Сусрети другарства”, републичка културно-просветна и забавна манифестација радника Републике Србије, чији је био један од идејних твораца. Сличне манифестације је организовао и на Косову и Метохији и у оквиру Дома културе. Значајан допринос дао је у организацији сусрета Абрашевић у Ваљеву.
Ћетковић је био стални члан редакције листа Комбината „Косово” од његовог оснивања и давао допринос својим текстовима, репортажама и другим новинарским написима. У то време своје новинске текстове почео је да шаље и Новинско-издавачкој кући „Јединство”, чији је члан колектива постао касније, 1975. године. Све ово му је омогућило да постане и члан Удружења новинара Југославије.
Био је сарадник многобројних часописа за културу, коаутор неколико студија о култури — културно-забавном животу и култури рада у великим радним организацијама као што су Комбинат „Косово”, „Колубара” у Лазаревцу, Костолац и други. Оснивач је Мале сцене Покрајинског позоришта при Дому културе у Обилићу, истуреног одељења Градске библиотеке из Приштине, ликовне секције и других секција културно-уметничког и спортског друштва. Велики удео пружио је у спортско-рекреативној делатности радника Комбината „Косово”.
Поред великог броја књига које је уредио и приредио за штампу, и сам је аутор више од 16 књига, међу којима је и трилогија монографско-хроничарског карактера: „Општина Обилић”, „Обилић у XIX и XX веку” и „Век постојања и развоја Комбината ’Косово’ у Обилићу”, као и књига „Обилић у 19. и 20. веку”.
Један је од оснивача и најстарији члан Удружења грађана Обилића. Са супругом Надеждом има троје деце и петоро унучади.

## Награде и признања
Добитник је већег броја признања, захвалница, диплома, повеља и других одличја, међу којима су:
- Вукова награда Културно-просветне заједнице Србије 1972. године[2]
- Орден рада са сребрним венцем[2]
- Годишња награда Града Приштине[2]
- Златна значка Културно-просветне заједнице Србије[2]
- Годишња награда Културно-просветне Заједнице Покрајине Косово и Метохија[2]
- Повеља Новинске издавачке куће „Јединство”[2]
- Плакета за успешан рад „Моша Пијаде” БИГЗ-а Београд[2]
- Повеља за радно ангажовање у раду савезних органа[2]
- Вукова награда Културно-просветне заједнице Србије 2015. године, за свеукупни стваралачки рад у култури и издаваштву[10][11]